# Pseudotsuga japonica
Pseudotsuga japonica é uma espécie de conífera da família Pinaceae.
Apenas pode ser encontrada no Japão.